# Dichochroma
Dichochroma is een geslacht van vlinders van de familie van de grasmotten (Crambidae), uit de onderfamilie van de Glaphyriinae. De wetenschappelijke naam en de beschrijving van dit geslacht zijn voor het eerst gepubliceerd in 1944 door William Trowbridge Merrifield Forbes. 
Dit geslacht is monotypisch, dat wil zeggen dat het maar één soort heeft namelijk Dichochroma muralis, die als typesoort is aangeduid.